# Raphaël Balla Guilavogui
Raphaël Balla Guilavogui (Woleme, Guiné, 26 de setembro de 1964) é um prelado católico romano e bispo de Zerecoré.

## Vida
Raphaël Balla Guilavogui foi ordenado sacerdote em 14 de novembro de 1993.
Em 14 de agosto de 2008, Papa Bento XVI o nomeou Bispo de Zerecoré.
Foi consagrado bispo em 13 de dezembro daquele ano pelo Arcebispo Robert Sarah, Secretário do Dicastério para a Evangelização; seus co-consagradores foram o Bispo de Cancã, Emmanuel Félémou, e o Arcebispo de Conacri, Vincent Coulibaly.

## Ordenações episcopais
Dom Raphaël Balla Guilavogui foi co-consagrante das ordenações episcopais de:
1. Alexis Aly Tagbino, nomeado bispo titular de Cuicul, em 26 de fevereiro de 2017.
2. Nobert Tamba Sandouno, nomeado bispo de Guéckédou, em 12 de novembro de 2023.
3. François Sylla, nomeado bispo coadjutor da Conacri, em 8 de junho de 2024.